# نلیکوپام
نلیکوپام (به انگلیسی: Nellikuppam) یک منطقهٔ مسکونی در هند است که در بخش کدالور واقع شده‌است. نلیکوپام ۲۱٫۴۹ کیلومتر مربع مساحت و ۴۶٬۶۷۹ نفر جمعیت دارد.